# 長田重一
長田重一（日语：／ Nagata Shigekazu，1949年7月15日—），日本分子生物學家。現任京都大學教授。日本學士院會員。文化功勞者。
長田教授是日本细胞凋亡研究的第一人，曾獲得德國醫學最高獎羅伯·柯霍獎的「柯霍獎」。

## 生平
1949年7月15日，長田重一誕生於日本石川縣，東京大學理學部畢業。理學博士（東京大學）。
歷任蘇黎世大學分子生物學研究所研究員、東京大學醫科學研究所助手、大阪生物科學研究所研究部部長、大阪大學大學院生命機能研究科時空生物學教室教授・醫學系研究科遺傳學教室教授。2007年（平成19年）開始擔任京都大學大學院醫學研究科醫化學教授。

## 貢獻
- 1980年發現干擾素-β[2]。
- 1986年發現白血球生長激素（英语：Granulocyte colony-stimulating factor）.[3]。
- 1991年發現细胞凋亡（Fas受體（英语：Fas receptor））[4]。
- 1993年完成Fas配體（英语：Fas ligand）。[5]
- 闡明在多細胞生物中發生的细胞程序性死亡（programmed cell death）.[6]。

## 榮譽
- 1986年　日本生化學會獎勵獎
- 1990年　埃爾溫·貝爾茲獎
- 1992年　持田記念學術獎（日语：持田記念学術賞）
- 1994年　埃米爾·阿道夫·馮·貝林獎
- 1995年　羅伯·柯霍獎的「柯霍獎」
- 1995年　大阪科學獎（日语：大阪科学賞）
- 1996年　Prix Lacassagne, French Cancer League
- 1996年　貝林・北里獎
- 1997年　Rack Cassagne獎
- 1998年　朝日獎
- 1998年　高松宮妃癌研究基金（日语：高松宮妃癌研究基金）學術獎
- 1998年　上原獎（日语：上原賞）
- 2000年　恩賜獎・日本學士院獎
- 2001年　文化功勞者
- 2004年　Cell Death Society Prize, International Cell Death Society
- 2012年　蘇黎世大學名譽博士
- 2012年　吉田富三（日语：吉田富三）獎
- 2013年　庆应医学奖

## 外部連結
- 長田重一研究室 公式サイト （页面存档备份，存于）
- 会員個人情報|日本学士院 （页面存档备份，存于）